# MacBook Pro
MacBook Pro je označení řady notebooků vyráběných firmou Apple. K dispozici je ve dvou velikostech (14" nebo 16"), do roku 2012 se vyráběla také velikost 17". Nejnovější modely jsou vybaveny procesory M4, M4 Pro a M4 Max postavených na arm s podporou rozhraní Thunderbolt/usb4. Všechny modely Macbook Pro jsou vyrobeny z jednoho kusu hliníku. Jeho předchůdcem byl PowerBook využívající procesor IBM PowerPC G3 a později G4. Rozděluje se na 4 období:
Pre-unibody (2006-2008)
Unibody (2008-2012)
Retina (2012-2015)
Retina s usb-c (2016-2020)
Apple silicon (2020-současnost)

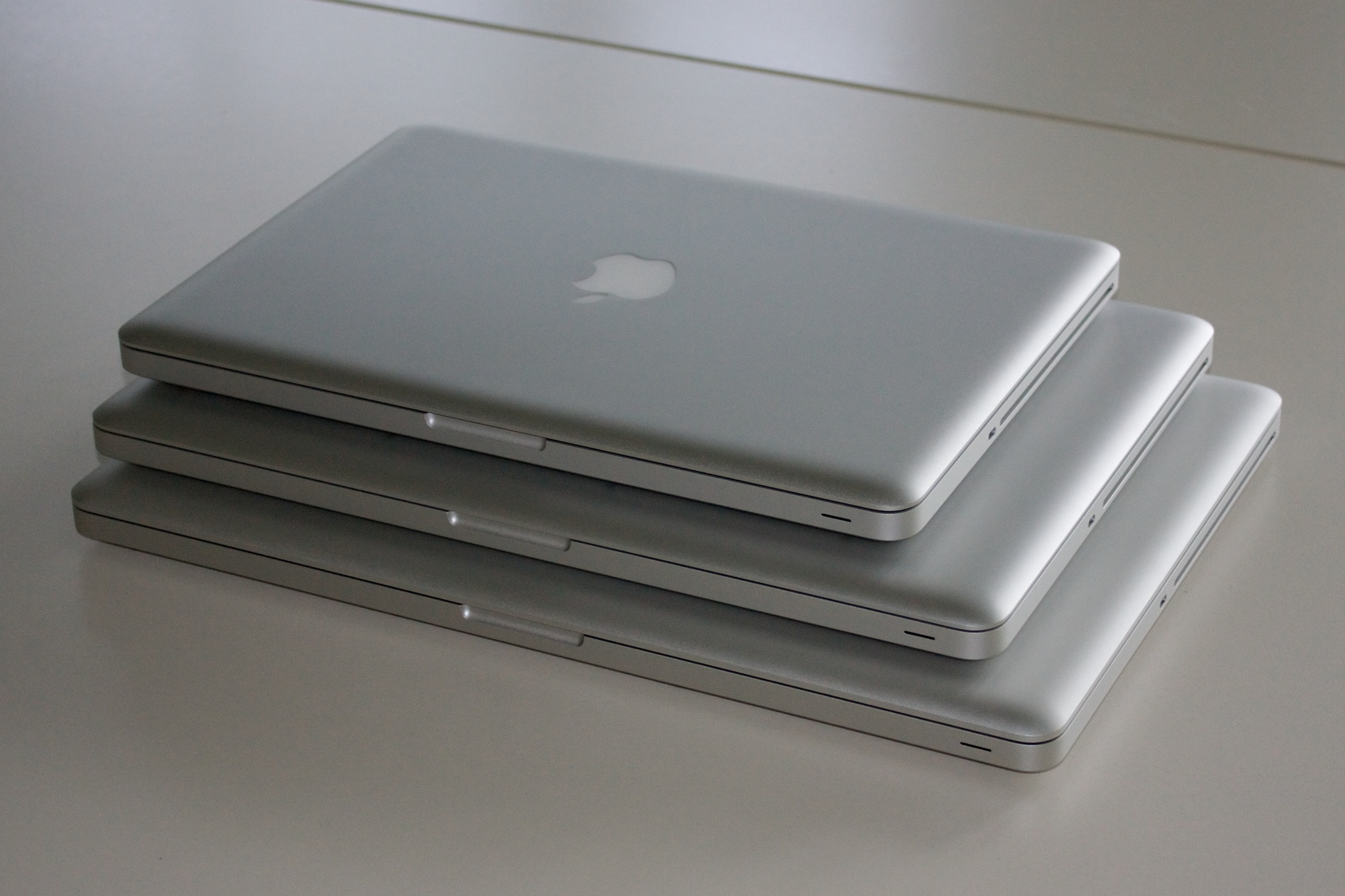
Porovnání jednotlivých variant.

 I roku 2023 je přítomna zranitelnost Spectre.

## Porovnání s modelem MacBook Air
Rozdíl mezi modely MacBook Air a MacBook Pro záleží na zařízení. všechna zařízení mají tělo vyrobeno z hliníku. Modely MacBooku Pro se 14" displeji mají 10 až 32 grafických jader a 16" Pro mají až 40, kdežto Macbook Air má pouze 8-10. Dále se liší ve výbavě a velikosti displejů. Zatímco MacBook Air má velikost 13,6" nebo 15,3", MacBook Pro se vyrábí ve velikostech 14.2" a 16.2" (do června 2012 i 17"). U všech modelů MacBooku Pro je použito aktivní chlazení. 14" a 16" mají 4 úsporná jádra procesoru, ale 14" Pro(s čipem M4) i Air mají 6. U řady Pro také naleznete čtečku SD karet (do 2015 a na 14" a 16" modelech) a HDMI port.
Stejně jako MacBook a iMac má MacBook Pro vestavěnou kameru FaceTime. Pro připojení k síti slouží Wifi 802.11ac, k bezdrátovému připojení periferií pak Bluetooth 5.3.

## MacBook Pro 13"

### MacBook Pro 13" (2010)
- Procesor: 2,4 nebo 2,66 GHz Intel Core 2 Duo
- Rozlišení monitoru: 1280×800
- RAM: 4 - 8 GB
- HDD: 250 nebo 320 GB
- Optická mechanika: 8× SuperDrive
- Grafická karta: Nvidia GeForce 320M s 256 MB grafické paměti
- USB 2.0: 2×

### MacBook Pro 13" (2011)
- Procesor: 2,3 nebo 2,7 GHz Intel Core i5 nebo i7
- Rozlišení monitoru: 1280×800
- RAM: 4 - 16 GB
- HDD: 320 nebo 500 GB
- Optická mechanika: 8× DL SuperDrive
- Grafická karta: Intel HD3000, paměť 384 MB sdílená s RAM (512 MB při použití 8 a více GB RAM)
- USB 2.0: 2×

### MacBook Pro 13" (2012)
- Procesor: 2,5 GHz Intel Core i5
- Rozlišení monitoru: 1280×800
- RAM: 4 - 16 GB
- HDD: 500 GB
- Grafická karta: Intel HD 4000, paměť 512 MB
- USB 3.0: 2×

## MacBook Pro 15"

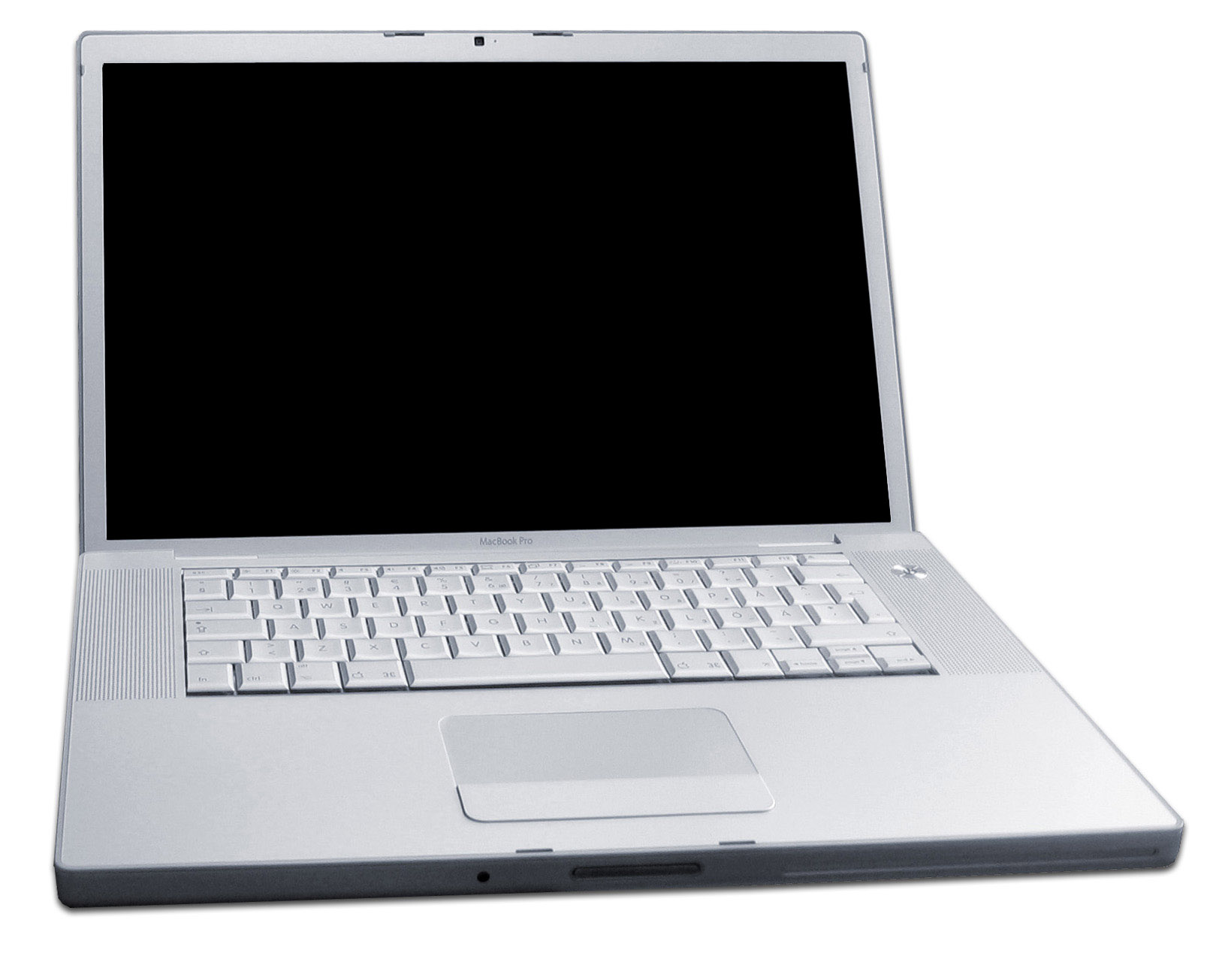
MacBook Pro 2006

### MacBook Pro 15" (leden 2006)
- Procesor: 1,83, 2,0, 2,16 GHz Intel Core Duo
- RAM: 1 GB PC2-5300
- HDD: 80–120 GB
- Optická mechanika: 4× SuperDrive
- Grafická karta: ATI Mobility Radeon X1600 s 128 nebo 256 MB SDRAM
- Rozlišení monitoru: 1440×900 pixelů
- USB 2.0: 2×
- FireWire 400: 1×

### MacBook Pro 15" (květen 2006)
- Procesor: 2,0, 2,16 GHz Intel Core Duo
- RAM: 1–2 GB PC2-5300
- HDD: 80–120 GB
- Optická mechanika: 4× SuperDrive
- Grafická karta: ATI Mobility Radeon X1600 s 128 nebo 256 MB SDRAM
- Rozlišení monitoru: 1440×900 pixelů
- USB 2.0: 2×
- FireWire 400: 1×

### MacBook Pro 15" (říjen 2006)
- Procesor: 2,16, 2,33 GHz Intel Core 2 Duo
- RAM: 1–2 GB PC2-5300
- HDD: 120–200 GB
- Optická mechanika: 6× DL SuperDrive
- Grafická karta: ATI Mobility Radeon X1600 s 128 nebo 256 MB SDRAM
- Rozlišení monitoru: 1440×900 pixelů
- USB 2.0: 2×
- FireWire 400: 1×, 800: 1×

### MacBook Pro 15" (2007)
- Procesor: 2,2 GHz Intel Core 2 Duo
- RAM: 2 GB PC2-5300
- HDD: 120GB pevný disk
- Optická mechanika: 8× DL SuperDrive
- Grafická karta: NVIDIA GeForce 8600M s 128 MB SDRAM
- Rozlišení monitoru: 1440×900 pixelů
- USB 2.0: 2×

### MacBook Pro 15" (2010)
- Procesor: 2,4 až 2,8 GHz Intel Core i5 nebo i7
- Rozlišení monitoru: 1440×900
- RAM: 4 GB
- HDD: 320 nebo 500 GB
- Optická mechanika: 8x SuperDrive
- Grafická karta: NVIDIA GeForce 330M s 256 nebo 512 MB
- USB 2.0: 2×

## MacBook Pro 17"

### MacBook Pro 17" (2006)
- Procesor: 2,16 GHz Intel Core Duo
- RAM: 2 GB PC2-5300
- HDD: 100–120 GB
- Optická mechanika: 8× DL SuperDrive
- Grafická karta: ATI Mobility Radeon X1600 s 256 MB SDRAM
- Rozlišení monitoru: 1680×1050 pixelů
- USB 2.0: 3×
- FireWire 400: 1×, 800: 1×

### MacBook Pro 17" (2007)
- Procesor: 2,4 GHz Intel Core 2 Duo
- Rozlišení monitoru: 1680×1050
- RAM: 2 GB PC2-5300
- HDD: 160 GB
- Optická mechanika: 8× DL SuperDrive
- Grafická karta: NVIDIA GeForce 8600M s 256 MB SDRAM
- USB 2.0: 3×

### MacBook Pro 17" (2010)
- Procesor: 2,53 až 2,8 GHz Intel Core i5 nebo i7
- Rozlišení monitoru: 1920x1200
- RAM: 4 - 8 GB
- HDD: 320 nebo 500 GB
- Optická mechanika: 8× SuperDrive
- Grafická karta: Nvidia GeForce 330M s 512MB
- USB 2.0: 3×
- Čtečka SD karet
- iSight kamera

## MacBook Pro Retina

### MacBook Pro 13" Retina (2012)
- Procesor: 2,5 GHz Intel Core i5 (Turbo Boost až 3,1 GHz)
- Rozlišení monitoru: 2560x1600
- RAM: 8 GB
- SSD: 128 GB
- Grafická karta: Intel HD 4000
- USB 3.0: 2×

### MacBook Pro 15" Retina (2012)
- Procesor: 2,4 GHz Intel Core i7
- Rozlišení monitoru: 2880 x 1800
- RAM: 8 GB
- SSD: 256 GB
- Grafická karta: Nvidia GeForce GT 650M 1GB
- USB 3.0: 2×

### MacBook Pro 13" Retina (2013)
- Procesor: 2,4 GHz Intel Core i5 (Turbo Boost až 2,9 GHz)
- Rozlišení monitoru: 2560x1600
- RAM: 4 GB
- SSD: 128 GB
- Grafická karta: Intel Iris
- USB 3.0: 2×

### MacBook Pro 15" Retina (2013)
- Procesor: 2,0 GHz Intel Core i7 (Turbo Boost až 3,2 GHz)
- Rozlišení monitoru: 2880 x 1800
- RAM: 8 GB
- SSD: 256 GB
- Grafická karta: Intel Iris Pro nebo NVIDIA GeForce GT 750M s 2GB GDDR5 pamětí
- USB 3.0: 2×